# Uduba danielae
Espèce
Uduba danielae est une espèce d'araignées aranéomorphes de la famille des Udubidae.

## Distribution
Cette espèce est endémique de la région Analamanga à Madagascar,. Elle se rencontre dans la réserve spéciale d'Ambohitantely.

## Description
La femelle holotype mesure 6,60 mm, les femelles mesurent de 6,30 à 7,10 mm.

## Systématique et taxinomie
Cette espèce a été décrite par Griswold, Ubick, Ledford et Polotow en 2022.

## Étymologie
Cette espèce est nommée en l'honneur de Daniela Andriamalala.

## Publication originale
- Griswold, Ubick, Ledford & Polotow, 2022 : « A revision of the Malagasy crack-leg spiders of the genus Uduba Simon 1880 (Araneae, Udubidae), with description of 35 new species from Madagascar. » Proceedings of the California Academy of Sciences, sér. 4, vol. 67, Supplement II, p. 1-193 (texte intégral).